# Sasha Luccioni

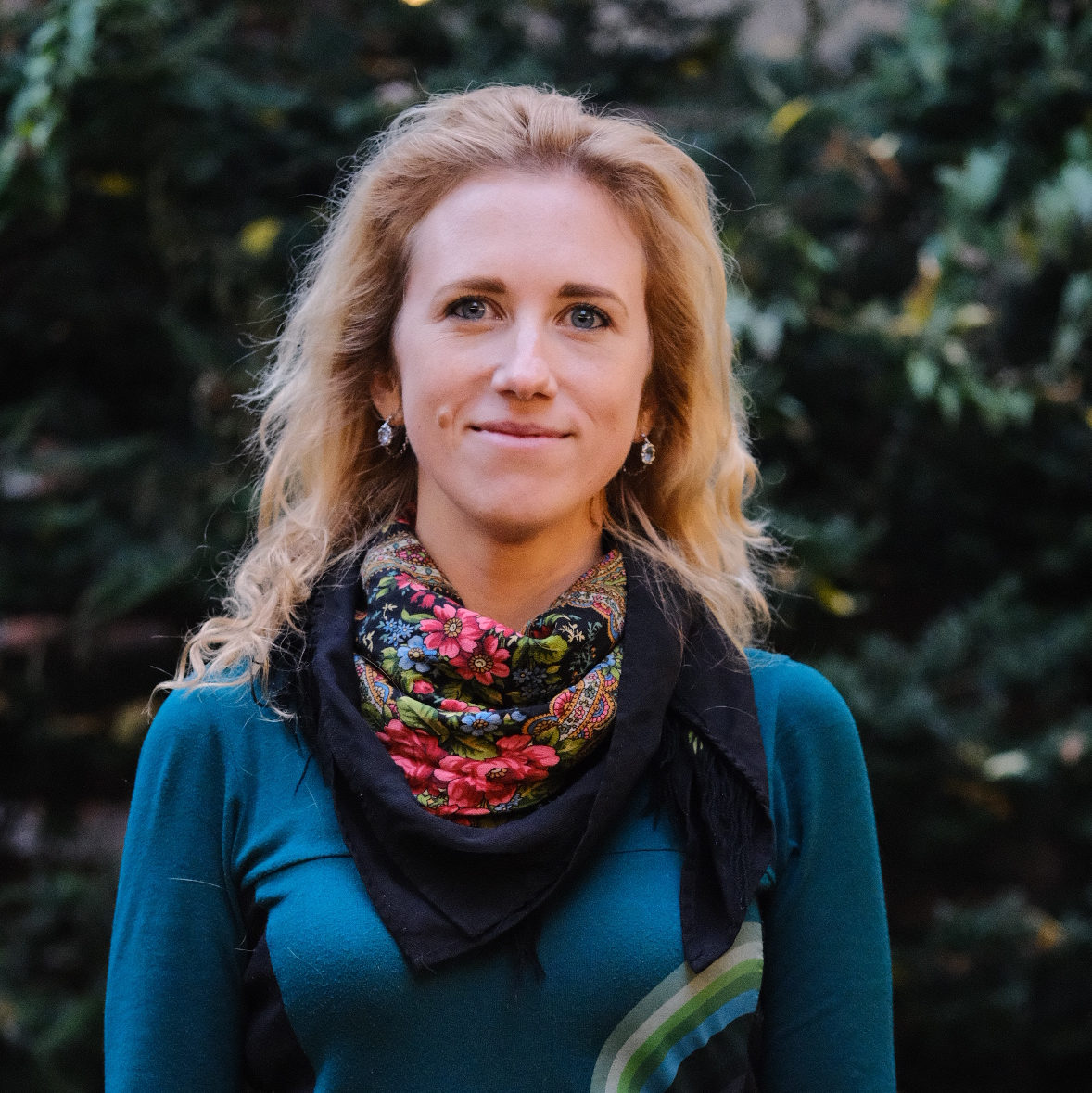

Alexandra Sasha Luccioni (* 1990 in der Ukrainischen Sozialistischen Sowjetrepublik, Sowjetunion als Alexandra Sasha Vorobyova) ist eine kanadische Informatikerin, die sich auf die Schnittstelle zwischen künstlicher Intelligenz (KI) und Klimawandel spezialisiert hat. Der Schwerpunkt ihrer Arbeit liegt auf der Quantifizierung der Umweltauswirkungen von KI-Technologien und der Förderung nachhaltiger Praktiken bei der Entwicklung des maschinellen Lernens.

## Leben
Alexandra Sasha Vorobyova wurde 1990 in der Ukrainischen Sozialistischen Sowjetrepublik geboren. Als sie vier Jahre alt war, zog ihre Familie nach Ontario, Kanada. Ihr Interesse an der Wissenschaft wurde von den Frauen in ihrer Familie beeinflusst: Ihre Mutter, Großmutter und Urgroßmutter verfolgten alle eine Karriere im wissenschaftlichen Bereich.
Luccioni erlangte 2010 einen Abschluss in Sprachwissenschaften an der Universität Paris III: Sorbonne Nouvelle und 2012 einen Master-Abschluss in Kognitionswissenschaften mit Nebenfach Verarbeitung natürlicher Sprache an der École normale supérieure de Paris. Sie verteidigte 2018 ihre Doktorarbeit im Bereich Cognitive Computing an der Universität von Quebec in Montreal (UQAM). Dort entwickelte sie ein kognitives Modell der Fähigkeiten und Kenntnisse, die im Wörterbuchkonsultationsprozess zum Einsatz kommen.

### Karriere
Parallel zum Abschluss ihrer Promotion setzte Luccioni 2017 ihre berufliche Laufbahn bei Nuance Communications fort, wo sie sich auf Techniken der natürlichen Sprachverarbeitung (NLP) und des maschinellen Lernens (ML) zur Verbesserung von Gesprächsagenten konzentrierte. Im Jahr 2018 wechselte sie dann zum Artificial Intelligence Research Center der amerikanischen Bank Morgan Stanley, wo sie an erklärbarer künstlicher Intelligenz (KI) und Entscheidungssystemen arbeitet.
Luccioni verließ die amerikanische Bank 2019, um zu einer gemeinnützigen Universitätseinrichtung, Mila, zu wechseln. Sie wurde Postdoktorandin an der Universität Montreal und Mila und arbeitete dort mit dem Informatiker Yoshua Bengio an einem Projekt mit dem Titel „This Climate Does Not Exist“. Diese Initiative nutzt generative kontradiktorische Netzwerke, um die Auswirkungen des Klimawandels zu visualisieren. Während dieser Zeit hilft sie auch dabei, Fairness und Verantwortlichkeit in den Unterricht zum maschinellen Lernen bei Mila zu integrieren.
Luccioni arbeitete 2021 kurzzeitig mit dem Global Pulse der Vereinten Nationen zusammen und entwickelte Tools zur Überwachung von Fehlinformationen zu COVID-19. Später im selben Jahr kam sie als Forscherin zu Hugging Face. Zu seinen Aufgaben gehört die Quantifizierung des CO2-Fußabdrucks von KI-Systemen. So beteiligt sie sich an der Entwicklung des Python-Pakets Codecarbon, das es ermöglicht, die Menge an CO2-Äquivalenten abzuschätzen, die von der Cloud oder dem PC, auf dem ein Programm gestartet wird, ausgestoßen werden. Sie ist außerdem Co-Vorsitzende der Carbon Working Group im Rahmen des Big Science Project und fördert verantwortungsvolle Praktiken des maschinellen Lernens.
Zusätzlich zu ihrer Forschung hat sie Werkzeuge entwickelt, um die Umweltauswirkungen von KI-Modellen zu messen, ihre Ergebnisse durch Medienauftritte kommuniziert und ihre Arbeit auf internationalen Konferenzen vorgestellt, darunter in einem TED-Talk. Im Jahr 2024 wurde sie in der BBC 100 Women und Time 100 als eine der 100 einflussreichsten Personen im Bereich KI aufgeführt.